# Giovanni Bellinzona
Giovanni Bellinzona (Voghera, 9 agosto 1928 – Voghera, 12 settembre 2005) è stato un politico italiano.

## Biografia
Operaio, politicamente aderisce al Partito Comunista Italiano fin dalla giovane età. 
Nel 1976 viene eletto senatore con il PCI, confermando il proprio seggio anche alle elezioni politiche del 1979, resta in carica a Palazzo Madama fino al 1983. 
Nel 1988 è eletto consigliere comunale a Voghera per il PCI. Contrario alla svolta della Bolognina, nel 1991 aderisce al Partito della Rifondazione Comunista, che rappresenta in consiglio comunale fino al 1993.
Sposato con Tania, ebbe una figlia. Muore nel settembre del 2005, all'età di 77 anni.